# Air Force One
Air Force One è il nome radio dell'aereo dell'Aviazione militare statunitense (USAF) che trasporta il Presidente degli Stati Uniti. Dal 1990 la flotta presidenziale è composta da due Boeing 747-200 ampiamente modificati designati VC-25A dall'USAF. In caso di emergenza, ad esempio attacchi terroristici o azioni di guerra che minaccino la sicurezza del presidente, questo aereo viene utilizzato come ufficio mobile, riducendo i rischi di un attacco al presidente.
Il VC-25A è in grado di volare per 12.600 km (7.800 miglia) senza fare rifornimento, pari a un terzo della circonferenza terrestre; ha una capacità di trasporto di 70 passeggeri. Prima che il Boeing 747 entrasse in servizio, la flotta presidenziale era composta da due Boeing 707-320B, con i numeri di serie SAM 26000, in servizio dal 1962 al 1998 e il SAM 27000, in servizio dal 1972 al 2001. La designazione assegnata dall'USAF per i due aerei era VC-137.
L'Air Force One può essere rifornito in volo in modo da prolungarne l'autonomia in casi di necessità.

## Capacità e caratteristiche
Il VC-25, il nome assegnato dall'USAF all'Air Force One, è un aereo ricavato dal Boeing 747, modificato in termini di grandezza, funzioni e dotazioni di sicurezza. L'Air Force One possiede due piani, come un normale Boeing 747, ma il suo interno è stato riconfigurato per i bisogni del presidente; la superficie interna è di 370 metri quadri. L'Air Force One possiede contromisure di sicurezza.
La parte più bassa dell'aeroplano è l'area cargo, dove sono stivati i bagagli e i generi alimentari. Grazie ai suoi magazzini e frigoriferi, l'Air Force One può fornire fino a 2000 pasti quando a pieno carico. Il cibo è preparato in due cucine equipaggiate per servire cento persone alla volta.
L'area principale per i passeggeri è al primo piano, mentre la sala comunicazione e quella di controllo al secondo; ci sono tre entrate.

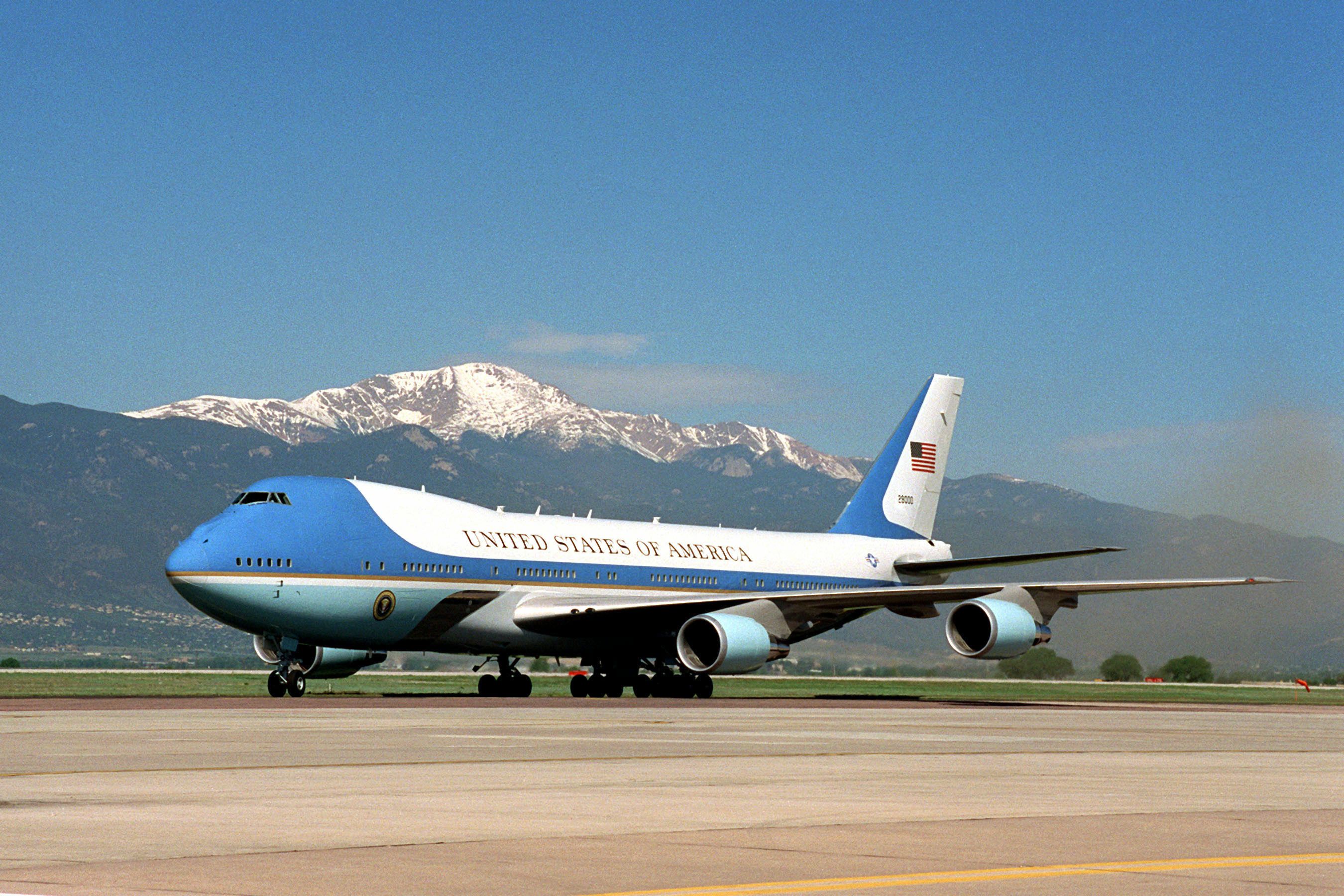
L'Air Force One alla Peterson AFB, Colorado

A bordo dell'Air Force One sono presenti anche strutture mediche, con un tavolo operatorio, un defibrillatore semi-automatico SP, rifornimenti medici d'emergenza e una fornitissima farmacia. Durante il suo mandato, l'ex presidente George W. Bush ha fatto installare un tapis roulant per la pratica sportiva nell'Air Force One. L'Air Force One vola sempre con a bordo un medico.
Ci sono stanze separate per il pernottamento degli ospiti, dello staff, dei servizi segreti, del personale addetto alla sicurezza e dei giornalisti. La suite privata del presidente include un guardaroba, un bagno e un ufficio. Queste stanze, compreso l'ufficio del presidente, sono concentrate nella parte destra dell'aereo, con un lungo corridoio che le collega. Quando l'Air Force One partecipa a un evento pubblico, atterra sempre esponendo alla folla il lato sinistro, come misura di sicurezza aggiuntiva per proteggere il lato dove si trova il presidente.

## Storia

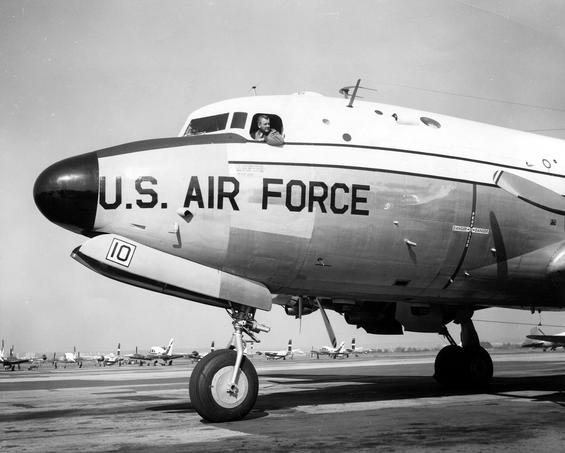
L'aereo C-54 Skymaster, soprannominato La mucca sacra.

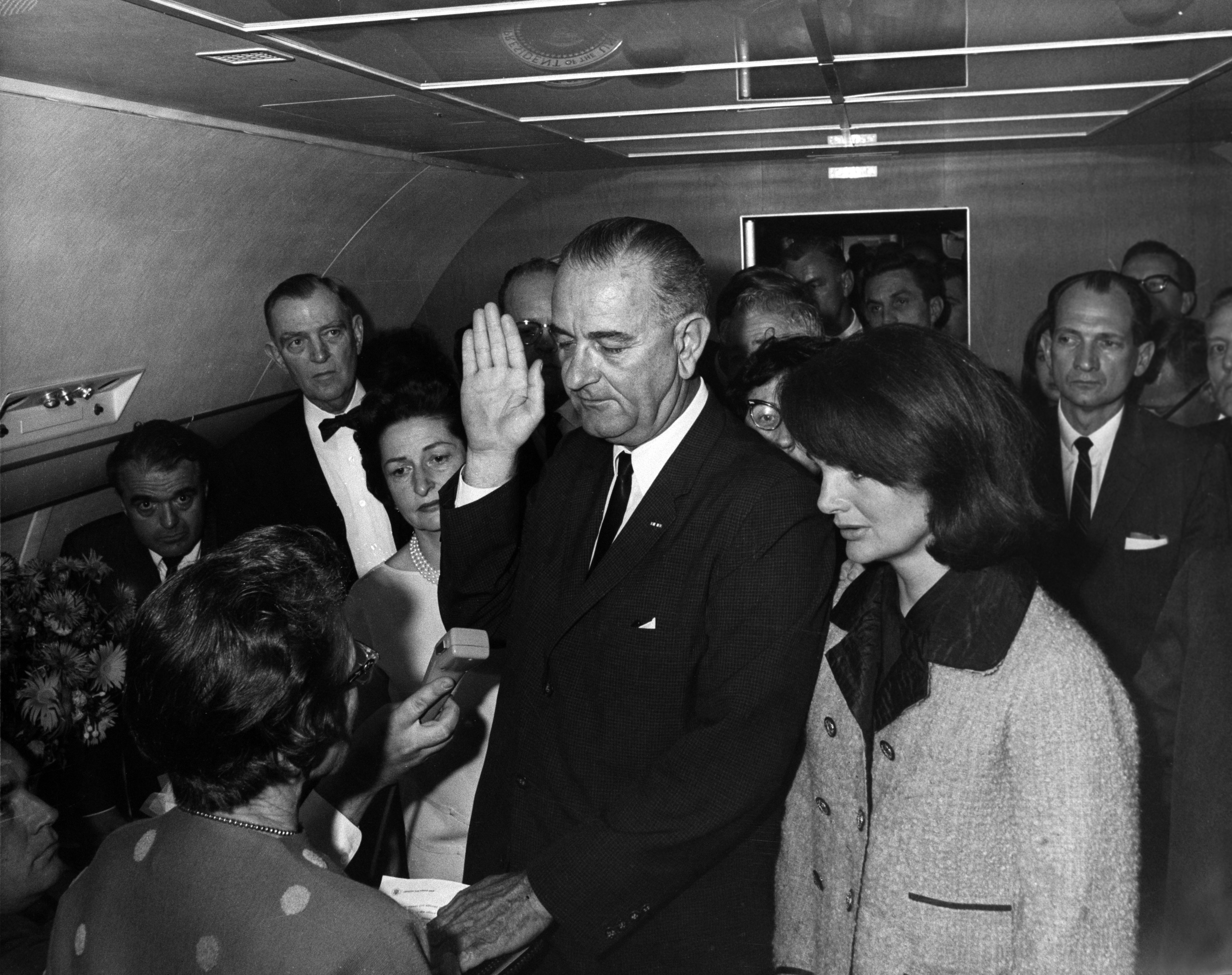
La foto più famosa scattata sull'Air Force One. Lyndon B. Johnson presta giuramento come nuovo presidente dopo l'assassinio di Kennedy a Dallas, con a fianco la vedova Jacqueline.

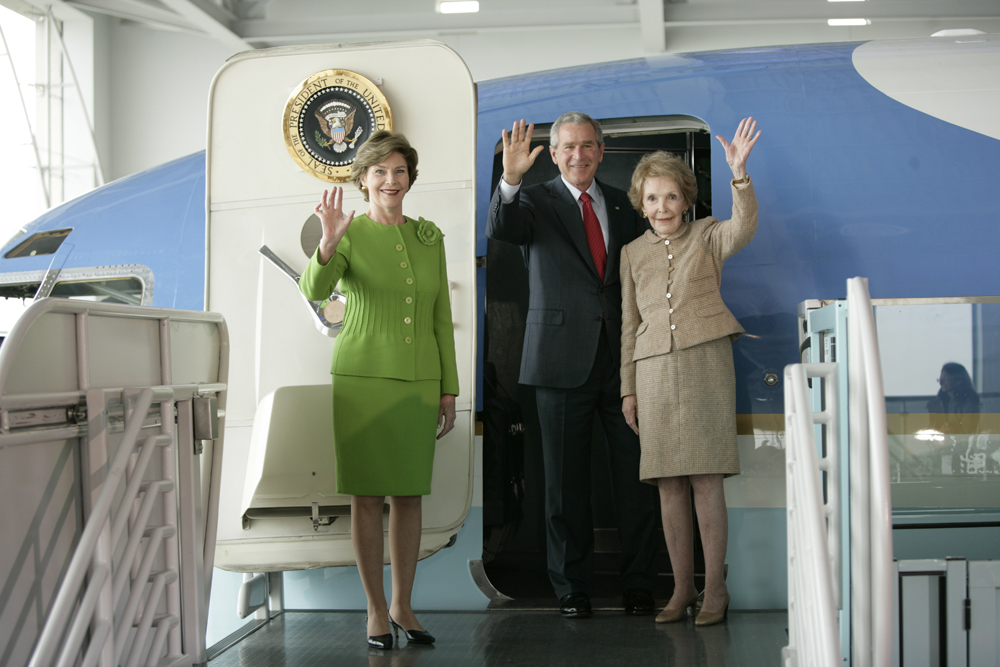
Il Presidente George W. Bush, Laura Bush e Nancy Reagan in visita sull'aereo che servì sette presidenti dal 1962 al 1990.

Theodore Roosevelt fu il primo presidente a salire su un aereo, l'11 ottobre 1910. Prima della seconda guerra mondiale, i viaggi intercontinentali erano rari. L'assenza di sistemi di comunicazione senza fili e di trasporti veloci rendevano i lunghi viaggi impraticabili, poiché era impossibile per il presidente mantenersi aggiornato su ciò che accadeva in patria.

### Primo "Volo del Presidente"
Negli anni quaranta e cinquanta, i viaggi aerei diventarono più pratici. Il primo presidente che impiegò un aereo dotato di un ufficio fu Franklin D. Roosevelt, che volò su un idrovolante a scafo Boeing 314 Clipper della Pan American World Airways nel 1943 per la conferenza di Casablanca sui progressi della seconda guerra mondiale. La presenza nell'Oceano Atlantico degli U-Boot tedeschi, che siluravano tutte le navi dei paesi nemici della Germania, rese l'aereo il mezzo di trasporto più sicuro tra quelli disponibili.
Il primo aeroplano designato ufficialmente come mezzo di trasporto presidenziale fu il C-87A Liberator Express, una versione riconfigurata del bombardiere B-24 Liberator. Questo aereo fu chiamato Guess Where Two. Dopo che un altro C-87A fu coinvolto in un incidente, Guess Where Two non fu più usato per trasportare Roosevelt; i servizi segreti utilizzarono un Douglas C-54 Skymaster al suo posto. Questo velivolo venne soprannominato Sacred Cow (vacca sacra) e includeva una camera da letto, un telefono, una radio e un ascensore retrattile per la sedia a rotelle del presidente. Portò il presidente a numerosi eventi importanti, tra i quali degna di nota è la Conferenza di Jalta. I servizi segreti, non volendo sprecare risorse, lasciarono il C-87A a disposizione della First Lady Eleanor Roosevelt.

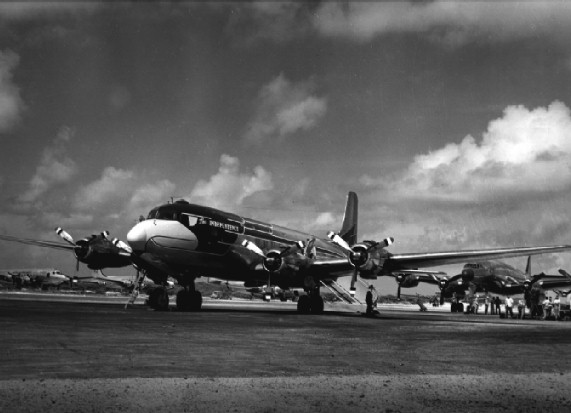
LIndependence.

Dopo la morte di Roosevelt nella primavera del 1945, a diventare presidente fu il suo vice Harry Truman, che sostituì il C-54 con un Douglas DC-6 modificato, denominato C-118 Liftmaster e chiamato Independence, probabilmente riferendosi alla sua città natale Independence (Missouri). Fu il primo aereo operativo come Air Force One con un segno distintivo: una testa d'aquila disegnata sotto la cabina di pilotaggio.

### Il Boeing 707 diventa Air Force One
Sotto la presidenza di John Fitzgerald Kennedy i viaggi aerei presidenziali entrarono ufficialmente nell'era dei jet. Nel 1962 Kennedy scelse un aereo a lungo raggio, il Boeing 707, e lo soprannominò SAM ("Special Air Missions") 26000. Nell'occasione venne commissionata al designer industriale Raymond Loewy la creazione di una livrea per l'aeroplano. Loewy studiò uno schema cromatico azzurro e bianco, con le parole "United States of America" sulla parte centrale della fusoliera e la bandiera statunitense disegnata sulla coda. Poiché l'aereo era concepito solo per il trasporto del presidente, Kennedy chiese che il sigillo del presidente fosse aggiunto su entrambi i lati dell'aereo.
Nel tardo giugno del 1963, Kennedy volò sul SAM 26000 a Berlino, dove fece il suo famoso discorso "Ich bin ein Berliner" e visitò anche l'Irlanda. Un mese dopo, il velivolo stabilì il record per il volo senza scalo più lungo, da Mosca a Washington.
Il 22 novembre 1963 fu il SAM 26000 a portare Kennedy a Dallas, dove quel pomeriggio fu assassinato. Fu sull'aeroplano (parcheggiato all'aeroporto di Dallas-Love) che Lyndon Johnson, vice di Kennedy, prestò giuramento come nuovo presidente. L'aeroplano stesso riportò poi il corpo di Kennedy a Washington e volò fino al Cimitero nazionale di Arlington, dove Kennedy fu sepolto.
Il SAM 26000 fu anche usato dal Segretario di Stato Henry Kissinger durante il suo meeting segreto in Francia per negoziare la pace in Vietnam.
Il SAM 26000 inoltre trasportò Richard Nixon nel suo storico viaggio in Cina e in Russia nel 1972. Nello stesso anno venne messo in riserva quando un altro 707, il SAM 27000, entrò a far parte della flotta presidenziale.
Johnson morì il 22 gennaio 1973 e, due giorni dopo, il SAM 26000 portò il corpo dell'ex presidente nel suo ultimo viaggio a Washington, venendo dal Texas per il funerale di Stato il giorno seguente. Dopo il funerale, il SAM 26000 portò il corpo a casa per il funerale personale, atterrando alla base aerea di Bergstrom, a Austin.
Il SAM 27000 fece il suo ultimo viaggio come Air Force One il 29 agosto 2001, trasportando il presidente George W. Bush dalla base aerea di Andrews a Waco, in Texas. L'ultimo volo in assoluto del SAM 27000 fu l'8 settembre 2001 da Andrews all'aeroporto internazionale San Bernardino in California.

### Dal Boeing 707 al 747

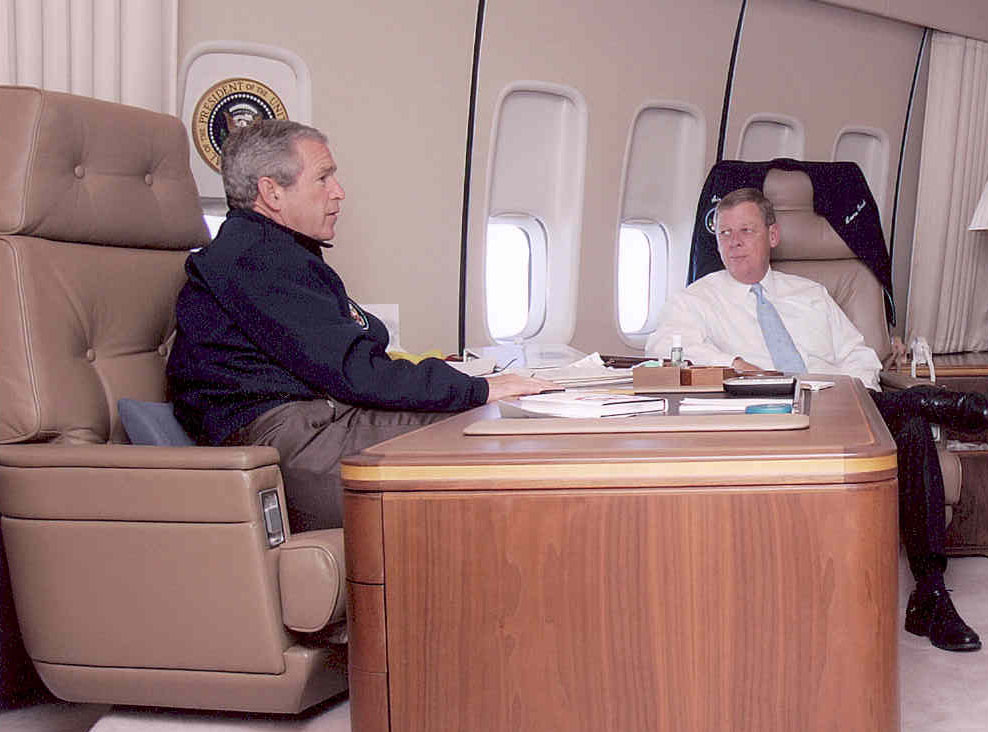
George W. Bush ed il Senatore Johnny Isakson a bordo dell'Air Force One.

Durante gli otto anni di presidenza di Ronald Reagan non furono effettuate grandi modifiche all'aereo presidenziale in servizio, ma iniziò la costruzione del Boeing 747 impiegato attualmente come Air Force One. La maggior parte degli interni fu completata a Wichita, in Kansas. Il primo aeroplano, il SAM 28000, fu consegnato nel 1990, durante la presidenza di George H. W. Bush, dopo il completamento di una ampia campagna di prove necessarie per mettere a punto la protezione dagli impulsi elettromagnetici (EMP). Poco dopo venne consegnato il secondo esemplare, il SAM 29000.
Uno dei più drammatici episodi accaduti a bordo dell'Air Force One ebbe luogo l'11 settembre 2001, il giorno degli attentati terroristici di Al Qaida che sconvolsero gli Stati Uniti. Quel giorno il presidente George W. Bush era volato a bordo dell'Air Force One raggiungendo Sarasota, in Florida, per presenziare a un evento scolastico, che abbandonò a seguito degli attacchi. Invece di ritornare alla Casa Bianca, i servizi segreti ordinarono di portare l'aereo presidenziale alla base aeronautica di Barksdale, in Louisiana, e di formare un comando aereo strategico (ora chiamato Comando strategico degli Stati Uniti) con quartier generale alla base di Offutt, in Nebraska, prima di ritornare a Washington. Il giorno seguente, i funzionari della Casa Bianca e del Dipartimento di Giustizia dissero che il piano fu attuato perché era evidente che la Casa Bianca e l'Air Force One erano dei possibili bersagli.

### Air Force One dismessi

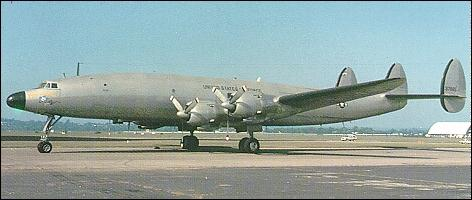
Il Columbine III

Gran parte degli aerei che hanno svolto il ruolo di Air Force One sono in mostra nell'hangar presidenziale del museo delle forze aeree statunitensi al National Museum of the United States Air Force, vicino Dayton (Ohio) (Sacred Cow, Independence, Columbine III, SAM 26000 e altri aerei presidenziali più piccoli), e al Museo del Volo a Seattle, eccetto il SAM 27000, che è stazionato alla biblioteca presidenziale intitolata a Ronald Reagan, a Simi Valley, in California, dove è parte integrante del museo riguardante i viaggi del presidente; il padiglione dell'Air Force One è aperto al pubblico dal 24 ottobre 2005.
A Douglas è in mostra il VC-118A Liftmaster usato da John Kennedy al museo "Pima Air & Space" a Tucson, in Arizona.
A Stonewall, presso il "Lyndon B. Johnson National Historical Park", è conservato dal 2016 il Lockheed JetStar C140 con numero di matricola 12490 (noto col soprannome di Air Force Half) usato dal presidente Lyndon Johnson per raggiungere la propria tenuta.

### VC-25B

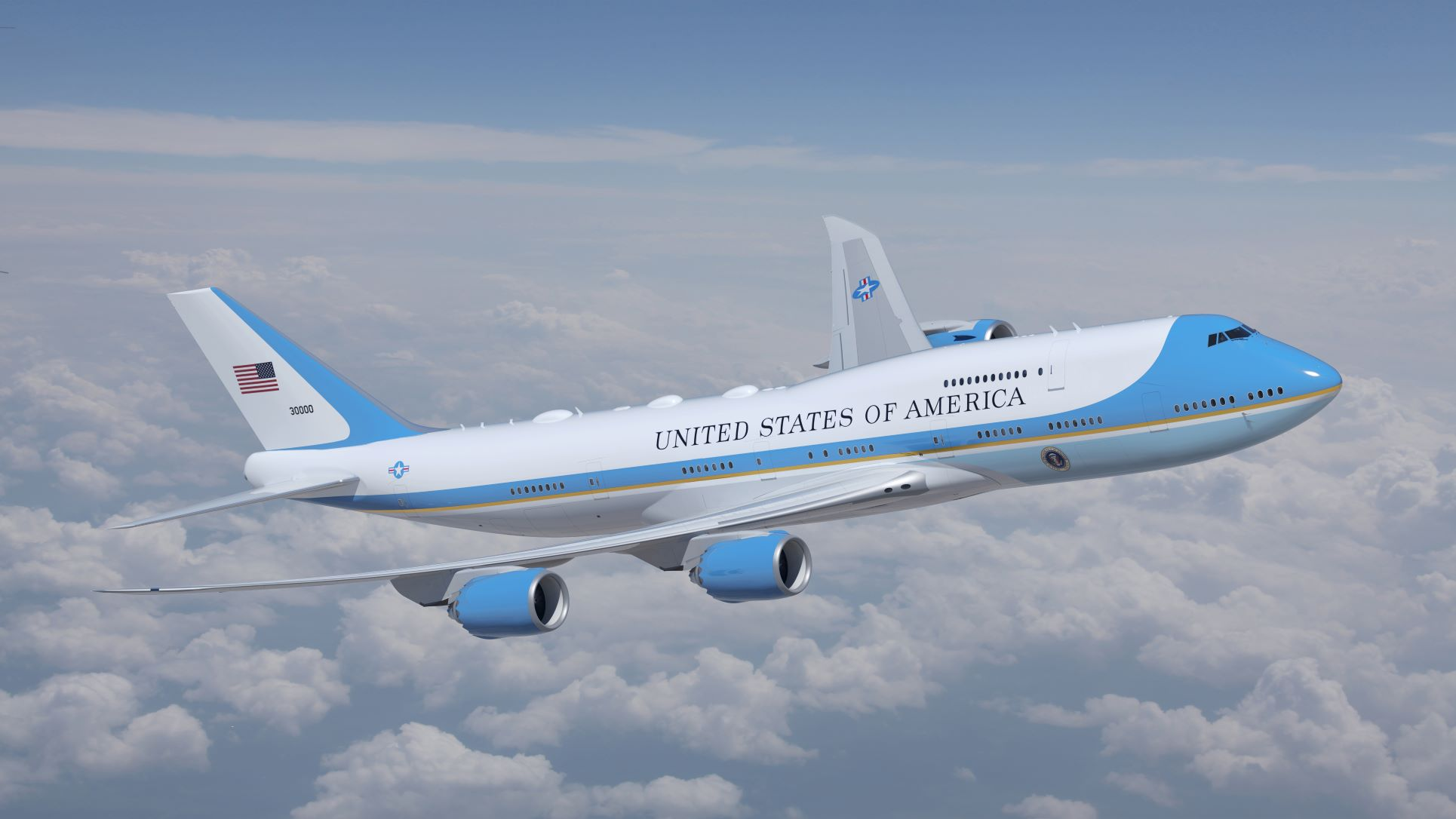
Rappresentazione della livrea del VC-25B annunciata a marzo 2023

Nel 2010 è cessato il divieto di avviare l'impiego di un nuovo aeroplano come Air Force One, essendo trascorsi 20 anni dall'entrata in servizio dell'attuale VC-25A. Gli studi per la sostituzione, partiti da diversi anni, indicavano come successore certo il Boeing 747-8 (l'ultima versione 'civile' del 747), modificato per lo specifico utilizzo come i precedenti. Solo nel 2018 è stato siglato il contratto da 3,9 miliardi di dollari per la fornitura di due VC-25B basati sul Boeing 747-8I, e il 20 febbraio 2020 è iniziata la parte esecutiva della trasformazione dei due velivoli, che dovrebbero essere operativi entro il 2024. Contestualmente venne annunciato che il nuovo aereo presidenziale avrebbe abbandonato la livrea del 1962 in favore di un nuovo schema cromatico, con la fusoliera bianca nella parte superiore e blu scuro in quella inferiore, con una fascia rosso scuro e oro a dividere le due tinte. A seguito della mancata rielezione di Donald Trump, la subentrata amministrazione di Joe Biden ha annullato quest'ultimo progetto, adducendo a motivo che l'adozione di uno schema cromatico con tinte più scure avrebbe comportato rischi di surriscaldamento in alcune parti dell'aereo e quindi maggiori costi operativi.
Al 2025, i tempi di consegna del nuovo velivolo erano previsti per il 2027 (inizialmente per il 2029); a maggio dello stesso anno, la famiglia reale del Qatar ha tuttavia annunciato di voler fare dono a Donald Trump (nel frattempo rieletto presidente) di un nuovo aereo già pronto all'uso.

## Cultura di massa
Insieme alla Casa Bianca, l'Air Force One è uno dei simboli più noti nell'immaginario collettivo della presidenza degli USA e del suo potere.
L'Air Force One è spesso stato richiamato nella cultura popolare e cinematografica; degno di nota è il film d'azione del 1997 Air Force One di Wolfgang Petersen, interpretato da Harrison Ford, Gary Oldman e Glenn Close. Nel film, dei terroristi kazaki sabotano l'Air Force One e tengono i passeggeri e il presidente come ostaggi. Il film è da segnalare soprattutto per l'esagerazione delle dimensioni e degli equipaggiamenti dell'aeroplano: per esempio, nessuno dei veri Air Force One risulta aver mai contenuto ufficialmente delle capsule di salvataggio, sebbene ciò non possa essere dimostrato oltre ogni dubbio, dato che il progetto complessivo dell'aeroplano (e quindi le sue effettive dotazioni) è coperto da segreto.
L'Air Force One compare nel film 1997: Fuga da New York; anche in questo film possiede una capsula di salvataggio. 
Compare inoltre nel film del 1996 Independence Day di Roland Emmerich.
L'Air Force One è stato protagonista degli episodi centrali della quarta stagione della serie televisiva 24. In essi l'aereo presidenziale diviene uno degli obiettivi di una cellula terroristica; la quale, dopo essere entrata in possesso di un velivolo Stealth, riesce ad abbatterlo con un missile aria-aria.
Nel campo della moda, il termine "Air Force Ones" è usato per descrivere un paio di scarpe completamente bianche vendute dalla Nike a partire dal 1980. Queste scarpe sono diventate popolari nell'hip hop e sono state oggetto di una canzone del rapper Nelly intitolata Air Force Ones.
Di questo aereo si parla anche nell'episodio 8 della seconda stagione del programma La Terra dopo l'uomo.

## Air Force Two

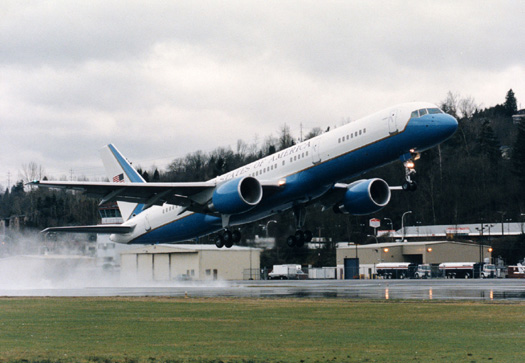
L'aereo C-32, una variante del Boeing 757, è il mezzo di trasporto aereo del Vice Presidente degli Stati Uniti.

Air Force Two è la definizione di un qualsiasi velivolo delle forze aeree statunitensi con a bordo il vicepresidente degli Stati Uniti d'America o il Segretario di Stato degli Stati Uniti d'America. L'aereo principalmente designato come Air Force Two è un Boeing 757-200 a cui è stato assegnato il nome di C-32A all'interno dell'USAF e che è disponibile in 4 esemplari al novembre 2018.
Per questioni di sicurezza, il Presidente e il Vicepresidente non viaggiano mai sullo stesso aeromobile.

## Utilizzatori
Stati Uniti
- USAF

2 VC-25A consegnati e tutti in servizio al giugno 2020. Due nuovi VC-25B ordinati nel 2018 sostituiranno i due vecchi Air Force One a partire dal 2028.

## Informazioni aggiuntive

### Velivoli
- 1944-1947 - Douglas C-54 Skymaster Sacred Cow
- 1947-1953 - VC-118B Liftmaster Independence
- 1953-1961 - Lockheed Super Constellation VC-121B - Columbine II
- 1953-1961 - Lockheed Super Constellation VC-121E - Columbine III
- 1962-1998 - Boeing 707-353B - Boeing VC-137C SAM 26000 (Air Force One)
- 1972-2001 - Boeing 707-353B - Boeing VC-137C SAM 27000 (Air Force One)
- 1990- - Boeing 747-200B - Boeing VC-25A SAM 28000 (Air Force One)
- 1990- - Boeing 747-200B - Boeing VC-25A SAM 29000 (Air Force One)

### Testi
- "Air Force One" The Boeing Company.
- "Air Force One" United States Air Force. Luglio 2003.
- Albertazzie, Ralph, e Jerald F. Terhorst. Flying White House: The Story of Air Force One. In vendita dal 1979. ISBN 0-698-10930-9.
- Dorr, Robert F. Air Force One. Motorbooks International: 2002. ISBN 0-7603-1055-6.
- Hardesty, Von. Air Force One: The Aircraft that Shaped the Modern Presidency. Northword Press: 2003. ISBN 1-55971-894-3.
- Harris, Tom. How Air Force One Works.
- Walsh, Kenneth T. Air Force One: A History of the Presidents and Their Planes. Hyperion: 2003. ISBN 1-4013-0004-9.
- Q&A: U.S. Presidential Jet Air Force One by David Braun National Geographic News, 29 maggio 2003
- Technical Order 00-105E-9, Segment 9, Chapter 7

### Fotografie e multimedia
- Truman Library & Museum, su trumanlibrary.org (archiviato dall'url originale il 2 maggio 2014).
- United States Air Force, su af.mil.
- National Museum of the United States Air Force Presidential Aircraft, su wpafb.af.mil. URL consultato il 4 febbraio 2018 (archiviato dall'url originale il 28 luglio 2006).
- Radio communication of the Air Force One monitored by the Frequency Monitor Centre in the Netherlands, su fmc.dotnet-services.nl (archiviato dall'url originale il 1º settembre 2006).